# Lucio Lazzarino

Prof. Ing. Lucio Lazzarino

Lucio Lazzarino (Napoli, 21 febbraio 1913 – Pisa, 1º giugno 1998) è stato un ingegnere italiano.

## Biografia
Laureato con lode nel 1933 alla Scuola di Applicazione per gli Ingegneri di Pisa, nel 1935 si laurea in Ingegneria aeronautica presso l'Università di Roma. Inizia a collaborare al progetto dell'idrovolante Fiat R.S.14, realizzato dalla CMASA negli stabilimenti di Marina di Pisa, e ad altri progetti, tra cui l'aereo da record Corsa Stiavelli CS.15 ad eliche controrotanti, mai realizzato per lo scoppio della Seconda guerra mondiale.
Contemporaneamente, inizia la sua attività di ricerca presso l'Università di Pisa, conseguendo notevoli risultati come, per esempio, la richiesta da parte dell'allora NACA (ora NASA), di tradurre e pubblicare un suo studio sulle strutture a guscio.
Nel 1940 ottiene la Libera Docenza in Costruzioni Aeronautiche, divenendo Professore nel 1944 e trasferendo poi la docenza nel 1960 sulla cattedra di Costruzione di Macchine.
Diviene Direttore dell'Istituto di Meccanica Applicata e Aeronautica dell'Università di Pisa, succedendo a Enrico Pistolesi ed ampliando le attività e gli interessi di questo istituto universitario. Successivamente, fonda il Dipartimento sperimentale di Meccanica Teorica ed Applicata all'Ingegneria Aeronautica, Meccanica e Nucleare.
Preside della Facoltà di Ingegneria di Pisa per 23 anni dal 1965 al 1988, si fa promotore di diverse iniziative, tra cui la creazione della Facoltà di Ingegneria dell'Università degli Studi di Firenze. Termina la sua carriera accademica come Direttore del Dipartimento di Ingegneria Aerospaziale dell'Università di Pisa. Nel 1989 è nominato Professore Emerito della stessa Università.
Nel 1998 muore e gli viene intitolato il Dipartimento di Ingegneria Aerospaziale dell'Università di Pisa.. Nel 2008, a 10 anni dalla sua scomparsa, il Comune di Pisa gli dedica il piazzale antistante la Facoltà di Ingegneria, che da allora si chiama Largo Lucio Lazzarino.

## Pubblicazioni
- Considerazioni sul dimensionamento delle strutture a guscio, Ist. Poligrigrafico dello Stato, Roma, 1938.
- Costruzioni aeronautiche : problemi fondamentali sugli aeromobili, con altri, Patron, Bologna, 1960.
- Sintesi dei problemi relativi alle applicazioni dell'energia nucleare alla propulsione navale, Trieste, 1967.
- Il reattore nucleare a bassa temperatura ROVI: conferenza tenuta alla sezione di Livorno dell'Associazione elettrotecnica ed elettronica italiana, 24 marzo, 1967. Istituto di Impianti Nucleari, Pisa, 1967.
- Attività di ricerca dell'Istituto di impianti nucleari dell'Università di Pisa sulla sicurezza degli impianti nucleari, Comitato Nazionale Energia Nucleare, Roma, 1971.
- Istituto di aeronautica dell'Università di Pisa, attività nel decennio 1960-70, programmi in atto, Tamburini, Milano, 1971.
- La ricerca e lo sviluppo dell'aviazione civile. Milano, Tamburini, 1974.
- Tecnica delle costruzioni, con altri, Poligrafico Accademia navale, Livorno, 1982.
- Ultima lezione di costruzione di macchine [Pisa, maggio 1983], Università di Pisa, Facoltà di ingegneria, Pisa, 1983.
- Influenza dello sviluppo dei sistemi di garanzia della qualità sulla affidabilità dei sistemi e dei componenti, con altri, Università degli studi di Pisa, Pisa, 1988.
- Meccanica dei materiali, ETS, 1989.